# Culicoides kelinensis
Culicoides kelinensis är en tvåvingeart som beskrevs av Lee 1979. Culicoides kelinensis ingår i släktet Culicoides och familjen svidknott.
Artens utbredningsområde är Tibet. Inga underarter finns listade i Catalogue of Life.